# Marchandes de modes

Modehandlerskan av Pehr Hilleström, (Nationalmuseum).

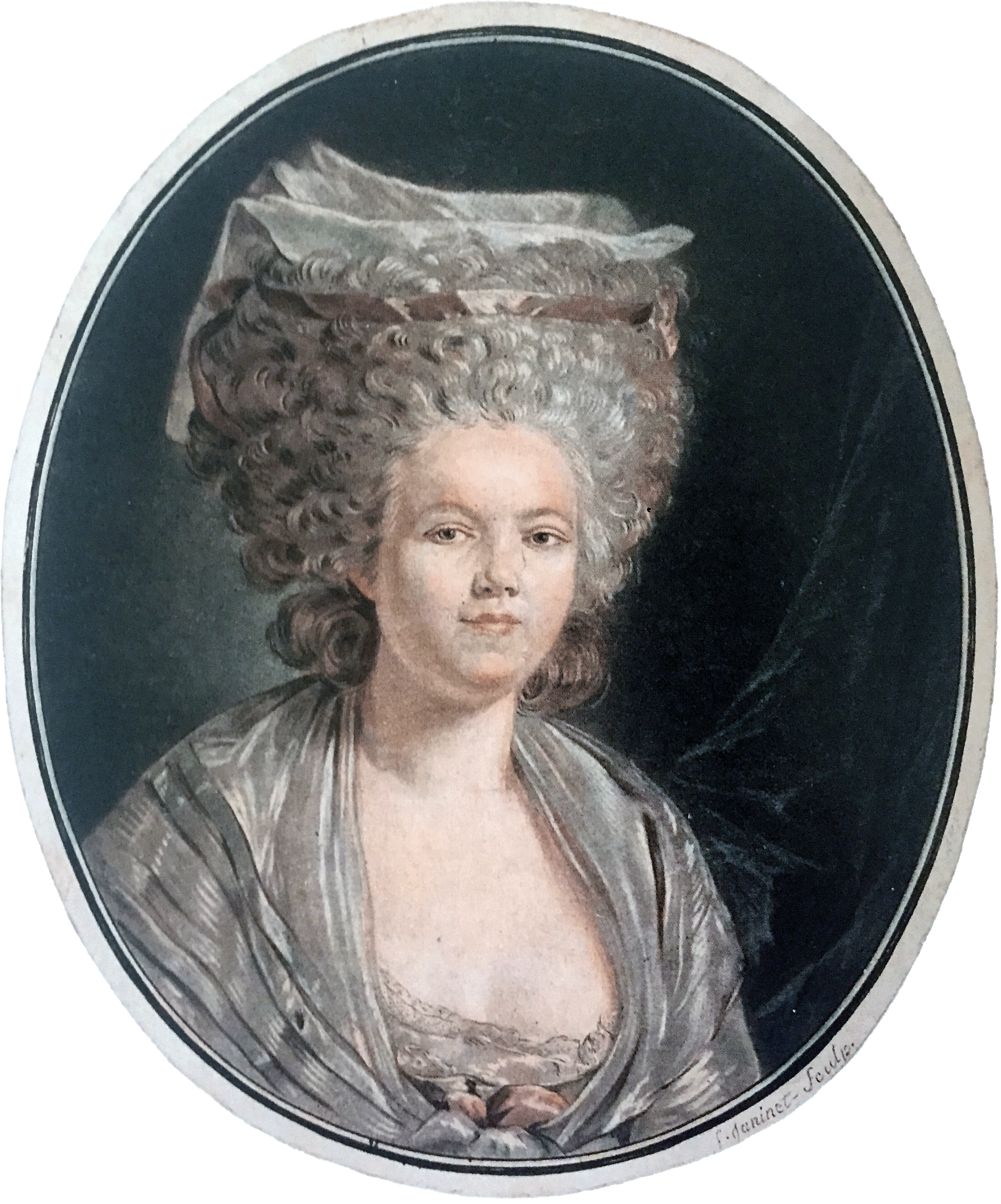
Mlle Rose Bertin av Jean-François Janinet (cirka 1780)

Marchandes de modes var ett skrå för kvinnliga modehandlare i Paris, aktivt mellan 1776 och 1791.  
Skrået stiftades år 1776. Det var det fjärde skrået öppet för kvinnor i Paris – de andra var Maîtresses marchandes lingères, Maîtresses couturières  och Maîtresses bouquetières. Det avskaffades liksom övriga skrån under franska revolutionen 1791. 
Skrået var stiftat för kvinnor som tillverkade och sålde ornament för hattar frisyrer och klänningar och andra mindre modeartiklar. Det spelade en enorm roll inom fransk modeindustri under de få år det var verksamt, och räknade mycket förmögna och framgångsrika medlemmar som Rose Bertin. 